# Специальная астрофизическая обсерватория РАН
Федера́льное госуда́рственное бюдже́тное учрежде́ние нау́ки Специа́льная астрофизи́ческая обсервато́рия Росси́йской акаде́мии нау́к (САО РАН, код обсерватории «115») — научно-исследовательский институт Российской академии наук, образованный в 1966 году. В настоящее время является крупнейшим российским астрономическим центром наземных наблюдений за Вселенной. С 2018 года подведомственна Министерству науки и высшего образования Российской Федерации. В САО работает около 430 сотрудников, из которых более 100 — научные работники.
Основные инструменты обсерватории — оптический телескоп БТА с диаметром главного зеркала 6 метров и радиотелескоп РАТАН-600 с кольцевой антенной диаметром 600 метров. Доступ к телескопам, имеющим статус инструментов открытого коллективного пользования, предоставляется по итогам конкурса заявок, который проводит Национальный комитет по тематике российских телескопов (НКТРТ).
Обсерватория расположена в Зеленчукском районе Карачаево-Черкесской Республики. БТА установлен на склонах горы Пастухова на высоте 2100 метров. Здесь же находятся два малых телескопа диаметром 1 и 0,6 метра. РАТАН-600 сооружён в 20 км от БТА на окраине станицы Зеленчукская на высоте 970 метров. Научный посёлок Нижний Архыз построен на берегу реки Большой Зеленчук. Обсерватория имеет филиал в Санкт-Петербурге (Пулково).

## История

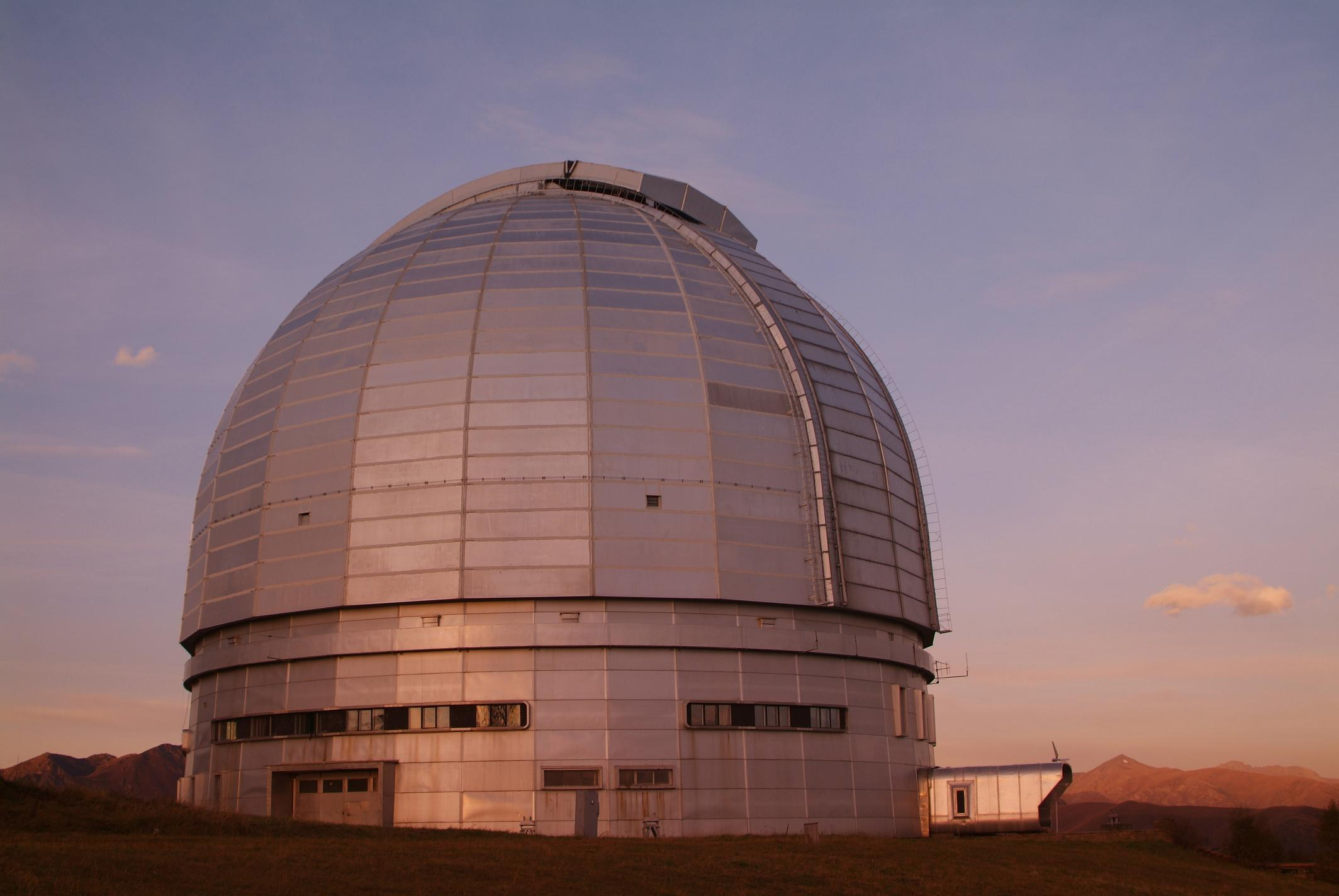
Башня Большого телескопа азимутального (БТА)

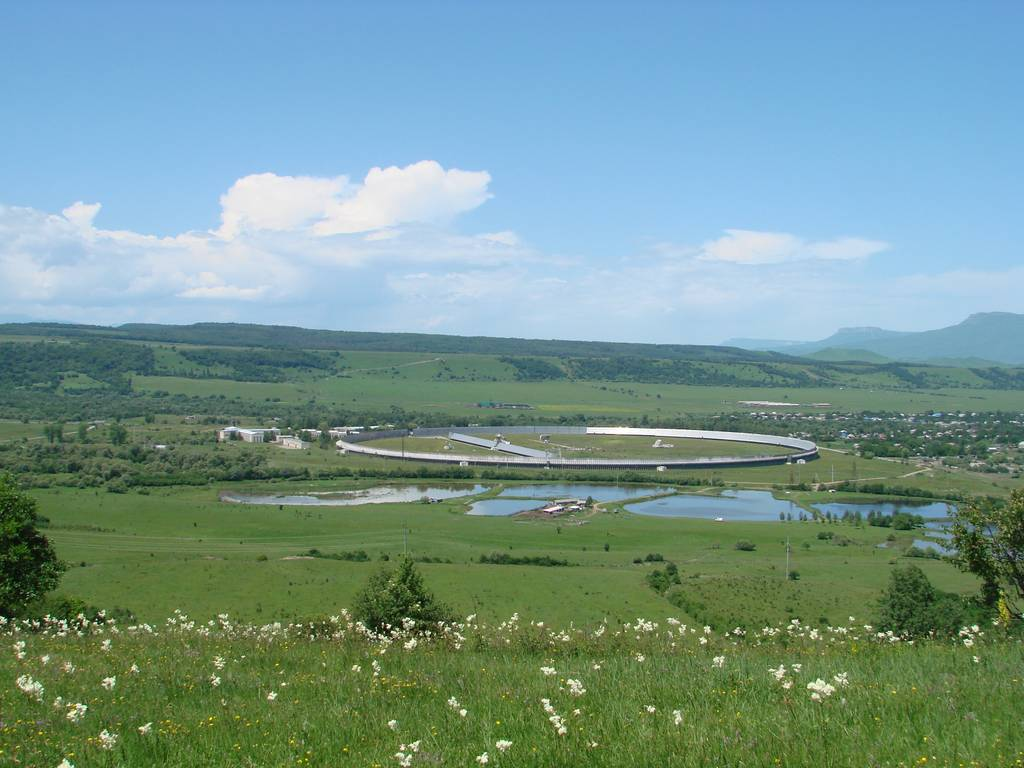
Радиотелескоп РАТАН-600

### Предпосылки создания
К концу 1950-х годов в советской астрономии назрела необходимость в создании нового, более мощного инструмента для фундаментальных исследований космоса. Ещё в 1953 году в ГАО АН СССР начались работы над проектом телескопа с диаметром зеркала 6 метров.
25 марта 1960 года Совет Министров СССР принял постановление «О строительстве Специальной астрофизической обсерватории АН СССР и сооружении для нее большого оптического телескопа с диаметром главного зеркала 6 метров». Проектирование и изготовление телескопа было поручено ЛОМО под руководством главного конструктора Б. К. Иоаннисиани.

### Проектирование и выбор места
Для координации работ был создан Межведомственный Совет во главе с директором ГАО академиком А. А. Михайловым. В ноябре 1960 года был утверждён аванпроект телескопа на альтазимутальной монтировке, который получил шифр БТА — «Большой телескоп азимутальный».
После исследования 16 потенциальных площадок в 1962 году было окончательно утверждено место установки БТА — гора Семиродники (ныне гора Пастухова) в Зеленчукском районе Ставропольского края.

### Основание и первые годы
3 июня 1966 года Президиум АН СССР принял постановление об организации Специальной астрофизической обсерватории. Директором был назначен Иван Михеевич Копылов. Строительные работы начались в 1965 году.

### Строительство и ввод в эксплуатацию (1967—1980)
Период с 1967 по 1980 год стал ключевым в истории создания обсерватории. Главной и самой сложной задачей было изготовление 6-метрового главного зеркала на Лыткаринском заводе оптического стекла, что привело к многолетней задержке. Лишь в июле 1974 года оно было официально принято межведомственной комиссией. В августе 1974 года зеркало доставили в обсерваторию, а в октябре установили в телескоп.
В конце декабря 1975 года БТА был принят в опытную эксплуатацию, и были получены первые фотографии звёздного неба. Регулярные наблюдения начались в 1977 году. В 1979 году в телескоп было установлено второе, более качественное главное зеркало.
Параллельно шло строительство радиотелескопа РАТАН-600, который был включён в состав САО в 1969 году. Регулярные наблюдения на нём начались в 1975 году.

## Современные научные направления
Основные направления научной деятельности обсерватории:
- Космология: исследования космического микроволнового фона и ранней Вселенной.
- Галактики: кинематика и динамика, активные ядра галактик, химический состав, Местная группа.
- Межзвёздная среда.
- Звёзды: эволюция и химический состав, магнитные поля, кратные звёздные системы, пульсары.
- Гамма-всплески.
- Солнце (в радиодиапазоне).
- Разработка методов и инструментов для астрофизических исследований.

## Издательская деятельность
Обсерватория издаёт научный журнал «Астрофизический бюллетень» на русском и английском языках. Англоязычная версия «Astrophysical Bulletin» с 2007 года публикуется международным издательством Springer. Также с 1993 года выпускаются «Отчеты САО».

## Директора обсерватории
- 1966—1985 — Иван Михеевич Копылов
- 1985—1993 — Виктор Леонидович Афанасьев
- 1993—2015 — Юрий Юрьевич Балега
- 2015—2020 — Валерий Валентинович Власюк[7]
- 2021—н.в. — Геннадий Геннадьевич Валявин[8]

## Галерея

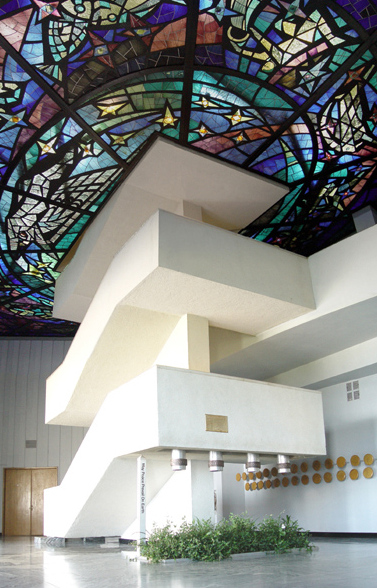
Внутри башни БТА: второй этаж
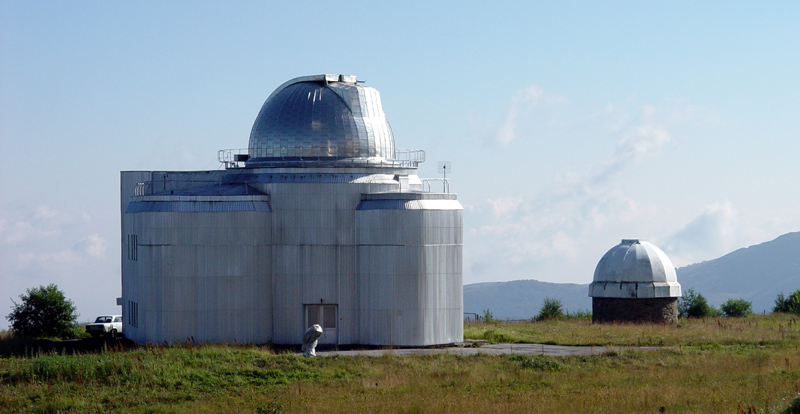
Башня оптического телескопа с диаметром главного зеркала 1 метр
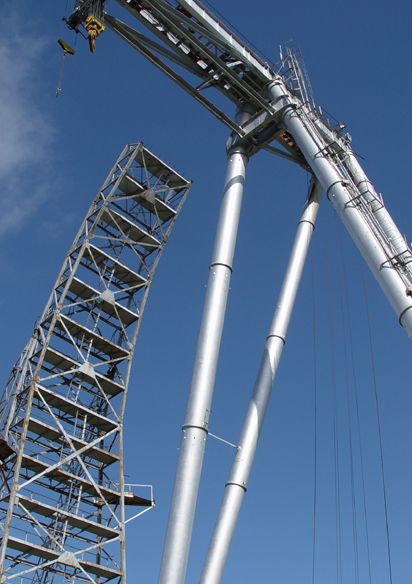
Специальный кран и устройство «кобра» для ремонтных работ купола башни БТА
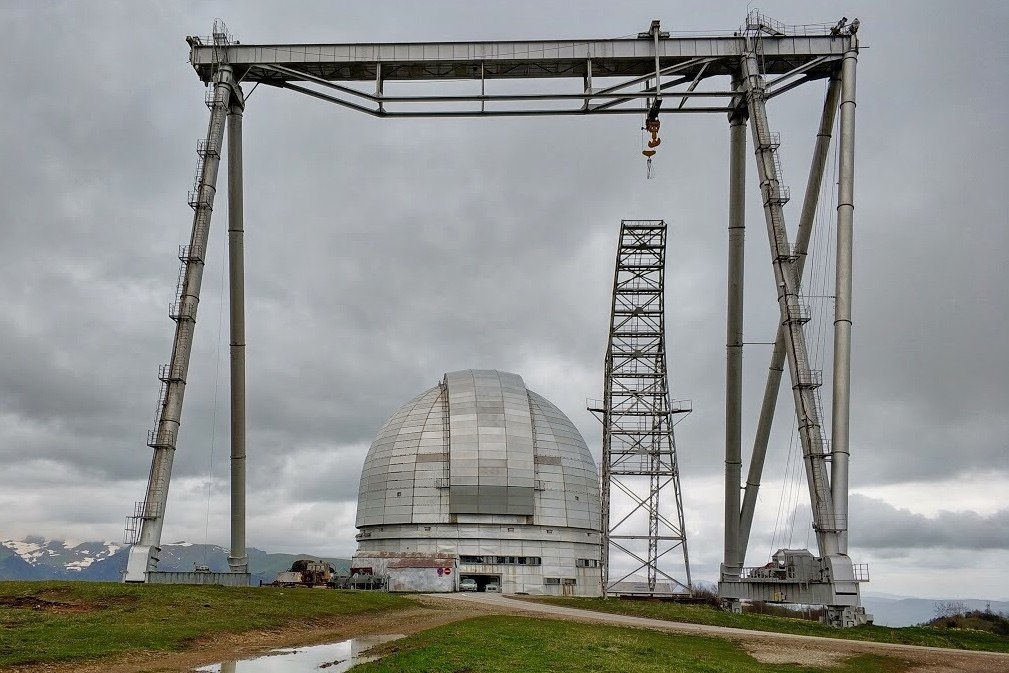
Общий вид на верхнюю научную площадку